# Erika Birgit Greif
Erika Birgit Greif (* 1964 in Düren) ist zertifizierte Pflegesachverständige und Fachbuchautorin. Sie leistet Aufklärungsarbeit mit den Schwerpunkten Pflegebedürftigkeit, Pflegegrade und Pflegestufen. Einer breiten Öffentlichkeit wurde sie durch ihre TV-Auftritte bekannt.

## Leben
Greif stammt aus einer kinderreichen Familie. Ihr verstorbener Vater war Krankenpfleger, ihre Mutter Sekretärin. Erika Birgit Greif wuchs in Düren/Rheinland auf. Sie lebte von 1997 bis 2001 in Berlin. Ist hiernach in ihre Heimatstadt Düren zurückgekehrt. Sie ist geschieden und hat eine erwachsene Tochter sowie einen erwachsenen Sohn.

## Karriere
Nach Abschluss der neunten Klasse der Hauptschule Lendersdorf in Düren besuchte sie die Hauswirtschaftsschule Arnoldsweiler mit Abschluss der mittleren Reife. Im Anschluss absolvierte sie ein freiwilliges soziales Jahr in dem Altenheim St. Nikolaus, Düren. Sie begann 1984 ihre Krankenpflegeausbildung, die sie 1987 mit Krankenpflegeexamen abschloss. Bis 2008 arbeitete sie als Krankenschwester in der LVR-Klinik Düren in den Fachbereichen Gerontologie, Suchtstation für motivierte und belastbare Patienten mit Alkohol- und Tablettensucht, Therapiestation für Suchterkrankungen sowie forensische Psychiatrie Männer sowie im städtischen Krankenhaus Düren in der Chirurgie, in den Abteilungen Hals-Nasen-Ohren sowie Augen.
Berufsbegleitend absolvierte sie von 2006 bis 2008 eine Weiterbildung des TÜV Rheinland mit Abschluss der zertifizierten Pflegesachverständigen und Fachkraft für Pflegebedürftigkeit. Mitte 2008 machte sie sich selbstständig und sammelte in der Hauskrankenpflege praktische Erfahrungen. Sie fungiert seitdem als unabhängige Pflegesachverständige, Pflegeberaterin und freiberufliche Dozentin für Pflegeassistenz.
Birgit Greif veröffentlichte ab 2011 Fachbücher zum Thema Pflege. Über ihr in 4. Auflage 2017 erschienenes Buch Das aktuelle Handbuch der Pflegegrade mit 14 Fallbeispielen aus der Praxis der Autorin zog der Rezensent Hans-Joachim Dörbandt in Socialnet das Fazit: „Tatsächlich macht es dieser praktische Fachratgeber leicht, Fragen zum neuen Recht der Pflegeversicherung wohlüberlegt zu lösen und das Recht auf Pflegeleistungen zu realisieren.“

## Publikationen
- Das aktuelle Handbuch der Pflegegrade, Walhalla Fachverlag, 4., neu bearbeitete Auflage, Regensburg 2017, ISBN 978-3-8029-7552-3.
- Das Handbuch der Pflegestufen, Walhalla Fachverlag, 1. Auflage, Regensburg 2011. 3. Auflage 2014, ISBN 978-3-8029-7357-4.
- Pflegestufe abgelehnt. Was tun?, Walhalla Fachverlag, 1. Auflage, Regensburg 2014, ISBN 978-3-8029-7327-7.

## TV-Auftritte
- 15. März 2010: Lokalzeit Aachen
- 28. Juni 2011: Lokalzeit Aachen
- 21. Juli 2012: ARD-Ratgeber Recht
- 19. August 2013: Lokalzeit Aachen – Streitfall Pflegegeld
- 10. März 2014: WDR Daheim und Unterwegs – „Service: Pflegeversicherung“
- 09. März 2015: ZDF WISO – zum Thema: Kampf um Pflegeeinstufung
- 23. Juni 2015: ZDF Heute – zum Thema: Pflegereform (neue Pflegegrade)
- 04. November 2015: ARD Ratgeber Recht – Pflegestufen
- 11. Dezember 2015: Lokalzeit aus Aachen – Pflegeskandal in Aachen
- 21. Dezember 2015: Heute in Deutschland – Ärger um Pflegestufen
- 23. Juni 2017: Lokalzeit aus Aachen – zum Thema: „Streit um Pflegegrad“

## Radio/Interviews
- 19. November 2008: Erster Dürener Rundfunkverein e.V. – Rat und Tat mit Bibi
- 26. November 2008: Erster Dürener Rundfunkverein e.V. – Rat und Tat mit Bibi
- 03. Dezember 2008: Erster Dürener Rundfunkverein e.V. – Rat und Tat mit Bibi
- 10. Dezember 2008: Erster Dürener Rundfunkverein e.V. – Rat und Tat mit Bibi
- Feber 2012:      Radio Sonnenschein – Interview
- 12. März 2017: GL Plus – Interview